# Акутна повремена порфирија
Акутна интермитентна порфирија (акроним АИП)  редак је метаболички поремећај и једна је од порфирија, из групе наследних болести које укључују дефекте у метаболизму хема и резултује прекомерним лучењем порфирина и прекурсора порфирина.  Спада у групу најчешћих  акутних порфирија.
Манифестује се епизодама болова у трбуху, неуропатијом и констипације, али, за разлику од већине типова порфирије, пацијенти са акутном интермитентном порфиријом немају осип по кожи.
Дијагноза акутне интермитентне порфиријом се може потврдити проналажењем повишеног нивоа порфобилиногена (>6 mg/L) на тесту мокраће током акутног напада. 
Лечење зависи од симптома. Пацијенте који доживљавају тешке нападе, посебно оне са тешким неуролошким симптомима, треба лечити хематином. Током напада, који углавном трају неколико дана, пацијентима је потребно симптоматско лечење бола и других манифестација. Високе дозе глукозе могу инхибирати синтезу хема и корисне су за лечење благих напада.

## Епидемиологија

### Фреквенција
Процене учесталости у Сједињеним Америчким Државанма варирају од 1-5 случајева на 100.000 становника, а на глобалном нову, према Европским студијама преваленција акутне интермитентне порфиријом приближно је пет на 100.000 становника.    

### Демографија
У зависности од географских карактеристика преваленција може бити чак 60-100 случајева на 100.000 становника у северној Шведској. 

### Полне разлике
У већини серија, акутне интермитентне порфиријом погађа жене више него мушкарце, са ђенско мушким односом од 1,5-2:1.

### Старост
Већина пацијената постаје симптоматска у доби од 18-40 година. Напади који се јављају пре пубертета или после 40 година су неуобичајени осим ако није дошло до веће провокације, као што је нова употреба фенобарбитала или естрогена.

## Етиологија
Акутна повремена порфирија је једна од јетрених (хепатичних) порфирија узрокован ниским нивоом порфобилиноген деаминазе (ПБГД), ензима који се такође се често назива хидроксиметилбилан синтаза. Низак ниво ПБГД генерално није довољан да изазове симптоме; међутим, активирајући фактори као нпр. хормони, лекови и промене у исхрани могу изазвати симптоме. Иако већина особа са акутном повременом порфиријом никада не развије симптоме, симптоматске особе обично имају бол у трбуху, праћен мучнином.

### Фактори ризика
Акутна повремена порфирија је сложена и тешка болест, у чијој основи развоја су следећи чиниоци:
- наследна или генетска предиспозиција,  изазвана мутацијом у ХМБС гену, једином гену за који се зна да је повезан са акутном повременом порфиријом, који кодира ензим хидроксиметилбилане синтазу (hydroxymethylbilane synthase).[4]
- превисока стопа пероксидације липида
- обољење јетре (посебно хепатитис).
- тешко тровање хемикалијама или солима тешких метала.
- сидероза Купферових ћелија.
- повећана концентрација гвожђа у крви.
- дуготрајна употреба лекова: барбитурати, хормони.
- хронични алкохолизам.

## Патофизиологија
Акутна интермитентна порфирија је аутозомно доминантна болест која настаје услед дефекта ензима порфобилиноген-деаминазе. Овај ензим убрзава конверзију порфобилиногена у хидроксиметилбилан. У акутној интермитентној порфирији се акумулирају прекурсори порфирина, порфобилиноген и аминолевулинска киселина (АЛА). Чини се да је доминантан проблем неуролошка оштећења која доводе до периферних и аутономних неуропатија и психијатријских манифестација.
Иако су нивои порфобилиногена и аминолевулинске киселине увек повишени током акутних напада, још увек је нејасно како то доводи до симптоматске болести јер већина пацијената са генетским дефектом има прекомерно лучење порфирина, али нема симптома.
Студија случај-контрола на 50 пацијената коју су спровели Сторјорд и сарадници пронашла је доказе да је аминолевулинска киселина повезан са системском упалом. Нивои преалбумина, Ц-пептида и инзулина, заједно са мерењем функције бубрега, сви су смањени код симптоматских пацијената, али не и код асимптоматских. Смањење нивоа Ц-пептида у симптоматским случајевима акутне интермитентне порфирије указује на то да је смањено ослобађање инзулина повезано са појачаном активношћу болести и смањењем функције бубрега.

## Клиничка слика
Клиничка презентација акутна интермитентна порфирија је веома варијабилна и неспецифична. Пацијенти су типично асимптоматски, при чему већина носилаца гена нема породичну историју јер је стање остало латентно неколико генерација. Синдром обележен акутним нападима погађа само 10% носилаца гена.  Просечна старост при постављању дијагнозе је 33 године.  Као и друге порфирије, се чешће јавља код жена. Карактеристична карактеристика акутна интермитентна порфирија која га одваја од других порфирија је одсуство фотосензитивних кожних симптома који се јављају поред акутних напада.

### Акутни напад
Акутна интермитентна порфирија је једна од четири порфирије која се манифестује као акутни напад. 90% погођених појединаца никада не доживи акутни напад и асимптоматски су, док се процењује да 5% погођених појединаца доживљава поновљене нападе. Напади су најчешћи код младих одраслих жена и ретки су пре пубертета или после менопаузе.Тешки акутни напади могу захтевати хоспитализацију. Пацијенти обично доживљавају симптоме у нападима који трају од неколико сати до неколико дана. Између напада, пацијенти су асимптоматски. 
Уобичајени редослед догађаја у нападима на акутне интермитентне порфирије је следећи: 

#### 1. Бол у трбуху
Бол у трбуху је често епигастричне и коликасте природе; тешко је и траје неколико дана. Може се јавити и затвор или повраћање. Јаки бол у стомаку кратког (< 1 д) или хронични бол у трбуху  је необичан. Може се приметити и дифузни бол, посебно у горњем делу тела.
Пацијенти такође могу имати повраћање и затвор а и/или пролив.  Почетак бола у леђима и ногама карактерише јак бол и укоченост у леђима и бутинама праћено губитком тетивних рефлекса и парализом.

#### 2. Психијатријски симптоми
Пацијенти могу имати широк спектар психијатријских симптома. Депресија је веома честа. Обично пацијенти имају истовремене неуролошке или абдоминалне симптоме. 
Психијатријски симптоми су по својим карактеристикама слични параноидној шизофренији, али ретко психозе и халуцинације. Акутни напади се класично манифестују тамноцрвеним фотосензитивним урином (често се назива и урин порте вина), али ово је неспецифичан симптом.  Физички преглед често не показује абнормалности.
Шведска студија је документовала четвороструко повећан ризик од шизофреније или биполарног поремећаја код пацијената са акутном интермитентном порфиријом. Ризик код рођака особа са акутном интермитентне порфиријом повећан је двоструко, што указује на заједничке генетске утицаје ових болести.

#### 3. Периферне неуропатије
Периферне неуропатије су углавном моторне и могу опонашати  Гуилен-Бареов синдром. Слабост обично почиње у доњим удовима и расте, али неуропатије се могу приметити у било којој дистрибуцији нерава. Могу се јавити и аутономне неуропатије које изазивају хипертензију и тахикардију.
Знаци централног нервног система могу укључивати следеће:
- напади,
- бунило,
- кортикално слепило,
- кома.

Између напада, пацијенти могу бити потпуно без симптома. Међутим, нови докази указују на хроничне манифестације као карактеристику код 20-64% пацијената са АИП. У студији пацијената са честим нападима акутне интермитентне порфирије, 18 од 19 интервјуисаних пацијената је такође описало хроничне симптоме, који су често били онеспособљавајући. Кључни хронични симптоми су били бол, мучнина, умор и карактеристике неуропатије (нпр. пецкање и утрнулост).

### Остале манифестације
Кожне манифестације нису одлика  напада, јер су у питању други облици порфирије (нпр  кожне порфирија). 
Хипонатремија је најчешћа абнормалност електролита током акутних напада, јавља се код 40% пацијената и манифестује се као СИАДХ. Хипомагнезијемија је такође честа. Нема патогномоничних знакова или симптома. 
Најчешћи идентификовани окидачи за акутне нападе су лекови, дијета за мршављење и операција. Многи лекови су повезани са акутном интермитентном порфиријом, укључујући антибиотике, хормонске контрацептиве, лекове за нападе, анестетике и лекове за лечење ХИВ-а.

## Дијагноза
Почетна дијагноза акутне порфирије потврђује се анализом урина, укључујући уобичајену методу, Ватсон-Шварцов тест. Повишен порфобилиноген у урину потврђује дијагнозу акутне интермитентне порфирије, наследне копропорфирије (ХЦП) или шарене порфирије (ВП). Позитиван тест би требало да буде индикован са повећањем од пет пута нормалног, а не само благим повећањем које може да се деси код дехидрације. Да би се направила разлика између акутне интермитентне порфирије од наследне копропорфирије и шарене порфирије, нивои фекалног порфирина су нормални код акутне интермитентне порфирије, али су повишени код наследне копропорфирије и шарене порфирије.
Брза, тачна дијагноза је важна. Кашњења у дијагнози могу довести до трајног неуролошког оштећења или смрти.
Витални знаци током напада акутне интермитентне порфирије (АИП) укључују следеће:
- Од 30-80% пацијената има тахикардију
- Код неких пацијената може бити присутна грозница
- Хипертензија се примећује код половине пацијената и може трајати између напада

Неуролошке манифестације су следеће:
- Обично је присутна неуропатија моторна неуропатија која преовлађује у доњим удовима
- Арефлексија је често присутна на прегледу
- Било који нерв може бити захваћен, а примећују се и кранијалне неуропатије
- Пацијенти такође могу имати кортикално слепило

Упркос интензивном болу, налази при прегледу абдомена су често неспецифични. Преглед коже не доприноси дијагнози; за разлику од многих других порфирија,  јер код ње је кожни осип јако редак.

### Генетско тестирање
Молекуларно генетско тестирање ХМБС гена открива више од 98% оболелих појединаца и доступно је у клиничким лабораторијама.

## Дијагностичка разматрања
У опсервационој студији акутних порфирија која је укључивала 90 пацијената са акутном интермитентном порфиријом, Бонковски и сарадници су открили да је дијагноза каснила у просеку за 15 година. Многи пацијенти су били подвргнути апендектомији или холецистектомији пре него што им је дијагностикована порфирија.

### Диференцијалне дијагнозе
Диференцијално дијагностички треба имати у виду следеће болести:
| - Абдоминални апсцес - Абдоминална ангина - Абдоминалне киле - Акутни гастритис - Акутна мезентерична исхемија - Акутни панкреатитис - Акутни пијелонефритис - Адренал Царцинома - Адренална криза - Амебни апсцеси јетре - Дисекција аорте - Апендицитис - Болест жучи - Честер Порфирије - холециститис - Хронични карлични бол код жена - Опструкција дебелог црева - Затвор - Дивертикулитис | - Хитно управљање токсичношћу олова - Емфизематозни холециститис - Ендометриоза - Езофагитис - Измишљени поремећај наметнут самоме себи (Минхаузенов синдром) - Породична медитеранска грозница - Емпијема жучне кесе - Камен у жучи (холелитијаза) - Опструкција желудачног излаза - Наследна копропорфирија - Хипертензија - Илеус - Снимање емфизематозног пијелонефритиса (ЕПН). - Поремећаји покретљивости црева - Синдром иритабилног црева (ИБС) - Синдроми укљештења нерва - Цисте на јајницима - Запаљенска болест карлице - Опструкција порталне вене - Рехабилитација и фибромијалгија |

## Терапија

### Медикаметнозна терапија
Циљ лечења акутних напада порфирије је смањење синтезе хема и смањење производње прекурсора порфирина. 
Високе дозе глукозе могу инхибирати синтезу хема и корисне су за лечење благих напада. Смернице Уједињеног Краљевства препоручују давање 5% глукозе у 0,9% раствору натријум хлорида, интравенозно инфундирано брзином од 2 Л/24 часа. Интравенску примену глукозе у воденим растворима (нпр  декстрозе 5% или 10%) треба избегавати јер могу да погоршају хипонатремију.
Пацијенте који имају тешке нападе, посебно оне са тешким неуролошким симптомима, треба лечити хематином у дози од 4 mg/kg/д током 4 дана. Када се хематин започне, терапија глукозом више нема улогу.
Бол може бити изузетно јак, а контрола бола се најбоље постиже наркотицима. Уз наркотике треба давати лаксативе и омекшиваче столице да би се спречило погоршање постојећег затвора.
Симптоматско лечење такође укључује употребу бета-блокатора за контролу тахикардије и спречавање аритмије; бета-блокатори, клонидин или други препоручени антихипертензиви се такође могу користити за лечење хипертензивне кризе. 
Мучнина и повраћање се могу контролисати оланзапином, лоразепамом или прохлорперазином.
Напади порфирије се могу лечити габапентином. Већина класичних лекова против напада  је контраиндикована, јер може довести до акутних напада порфирије.
Мали број пацијената са акутном повременом порфиријом (АИП) доживљава понављајуће нападе. Поред избегавања фактора преципитације, опције лечења које се могу размотрити у тим случајевима укључују аналоге гонадотропин-ослобађајућег хормона (за жене са нападима повезаним са њиховим менструалним циклусом) и профилактичке инфузије хематина.
Гивосиран (Givlaari),  је одобрила америчка Управа за храну и лекове (ФДА) 2019. године за одрасле са акутном хепатичном порфиријом, код којих су напади изазвани индукцијом ензима 5-аминолевулинске киселине синтазе 1 (АЛАС1). Гивосиран је РНК са малим интерференцијама која узрокује деградацију мРНК аминолевулинат синтазе 1 (АЛАС1) у хепатоцитима путем интерференције РНК, смањујући повишене нивое АЛАС1 мРНК у јетри. Даје се месечно субкутаном инјекцијом.

### Трансплантација јетре
У ретким случајевима, трансплантација јетре може бити индикована за пацијенте са неумољивим понављајућим нападима који су опасни по живот или озбиљно утичу на квалитет живота, јер се показала успешном у лечењу  акутне повремене порфирије.

### Свеобухватни програм рехабилитације
Свеобухватни програм рехабилитације, који надгледа физијатар, може помоћи пацијентима да поврате функционалну независност након напада АИП-а.

### Генска терапија
Генска терапија за  акутну повремену  порфирију је тренутно у фази истраживања. Испитивање фазе 1 коришћењем интравенске испоруке нормалних  ПБГД  гена у хепатоците коришћењем вектора вируса повезаног са адено вирусом потврдило је безбедност и подношљивост овог приступа, али је показало потребу за вишим дозама и/или ефикаснијим векторима како би се постигла пуна клиничка корист. 
У животињском моделу, побољшана ефикасност вектора је постигнута уметањем у промотера кратког елемента појачивача који може индуковати експресију трансгена током излагања ендогеним и егзогеним стимулусима који могу изазвати нападе.

## Дијета
Пацијент треба да добије дијету са високим садржајем угљених хидрата током напада. Ако пацијент не може да једе, треба применити интравенску глукозу. Између напада, уравнотежена исхрана је важнија од исхране богате глукозом.

## Прогноза
Ако се акутна интермитентна порфирија правовремено дијагностикује, прогноза у великој мери зависи од степена оштећења нервних завршетака. Правовремено започета терапија омогућава  санацију симптома у року од 2-4 дана.
Ако пацијент развије озбиљну моторику неуропатије, тада симптоми можда неће нестати месецима и годинама. 
Што је особа старија, то је мање осетљива на факторе који узрокују болест, а учесталост напада се смањује.